# John B. Keane
John Brendan Keane (21. července 1928, Listowel - 30. května 2002, Listowel) byl irský spisovatel, autor románů, divadelních her, básní a esejů. Jedna z největších postav irské literatury 20. století.
V 50. letech vystřídal několik zaměstnání a kariéru spisovatele začal v roce 1959 divadelní hrou Sive, která vyhrála irskou amatérskou soutěž. Ve svém rodném městečku vlastnil hospodu, ve které i psal. S manželkou Mary O'Connorovou měl čtyři děti. Zemřel po dlouhém boji s rakovinou v roce 2002.
Ve své tvorbě se věnoval zejména každodennímu životu běžných irských lidí. Byl čestným členem Royal Dublin Society, prezidentem irského PEN klubu, zakládajícím členem Society of Irish Playwrights, členům Aosdána a irské politické strany Fine Gael.
V televizní anketě Největší Ir, kterou uspořádal roku 2010 irský veřejnoprávní vysílatel (televizní i rozhlasový) Raidió Teilifís Éireann, skončil ve finálové čtyřicítce.

## Dílo
Divadelní hry
- Sive (1959)
- Sharon 's Grave (1960)
- The Highest House on the Mountain (1961)
- No More in Dust (1961)
- Many Young Men of Twenty (1961)
- Hut 42 (1962)
- The Man from Clare (1962)
- Seven Irish Plays (1967)
- The Year of the Hiker
- The Field
- Big Maggie
- Moll
- The Crazy Wall
- The Buds of Ballybunion
- The Chastitute
- Faoiseamh
- The Matchmaker

Romány
- The Bodhran Makers
- Durango
- The Contractors
- A High Meadow
- Letters of a Successful T.D

Eseje
- Love Bites
- Owl Sandwiches